# Métropole de Gortyne et Mégalopolis
La Métropole de Gortyne et Mégalopolis (en grec byzantin : Ιερά Μητρόπολις Γόρτυνος και Μεγαλοπόλεως) est un évêché de l'Église orthodoxe de Grèce situé au centre du Péloponnèse. Elle a deux sièges : Dimitsána l'été et Mégalopolis l'hiver.

## Cathédrales
- L'église Sainte Cyriaque de Dimitsána.
- L'église Saint-Nicolas de Mégalopolis .

## Métropolites
- Jérémie (el) (né Phoundas) du 14 octobre 2006 au 14 décembre 2021.
- Théophile (né Kanavos) de 1970 au 13 mars 2006.
- Locum tenens Eustathe (né Spiliotis), métropolite de Monemvasia et Sparte de mars 1969 au 16 mai 1970.
- Eustathe (né Eustathopoulos) du 3 juillet 1955 au 2 mars 1969.
- Locum tenens Théoclète métropolite de Mantinée et Cynourie en 1954-1955.
- Locum tenens Chrysostome (né Daskalakis) pour raison de santé.
- Germain (né Hadjianestis) de 1945 à 1954.
- Procope (né Tzavaras) de 1934 à 1945.
- Polycarpe (né Synodinos) de 1923 à 1933.

## Le territoire

### Doyenné de Dimitsana (32 paroisses)
- Dimitsana (2 paroisses) : Sainte Cyriaque et Sainte-Charalampie.
- Langada (3 paroisses) : Saint-Jean-Baptiste, les Taxiarques et les Apôtres.

## Saints locaux

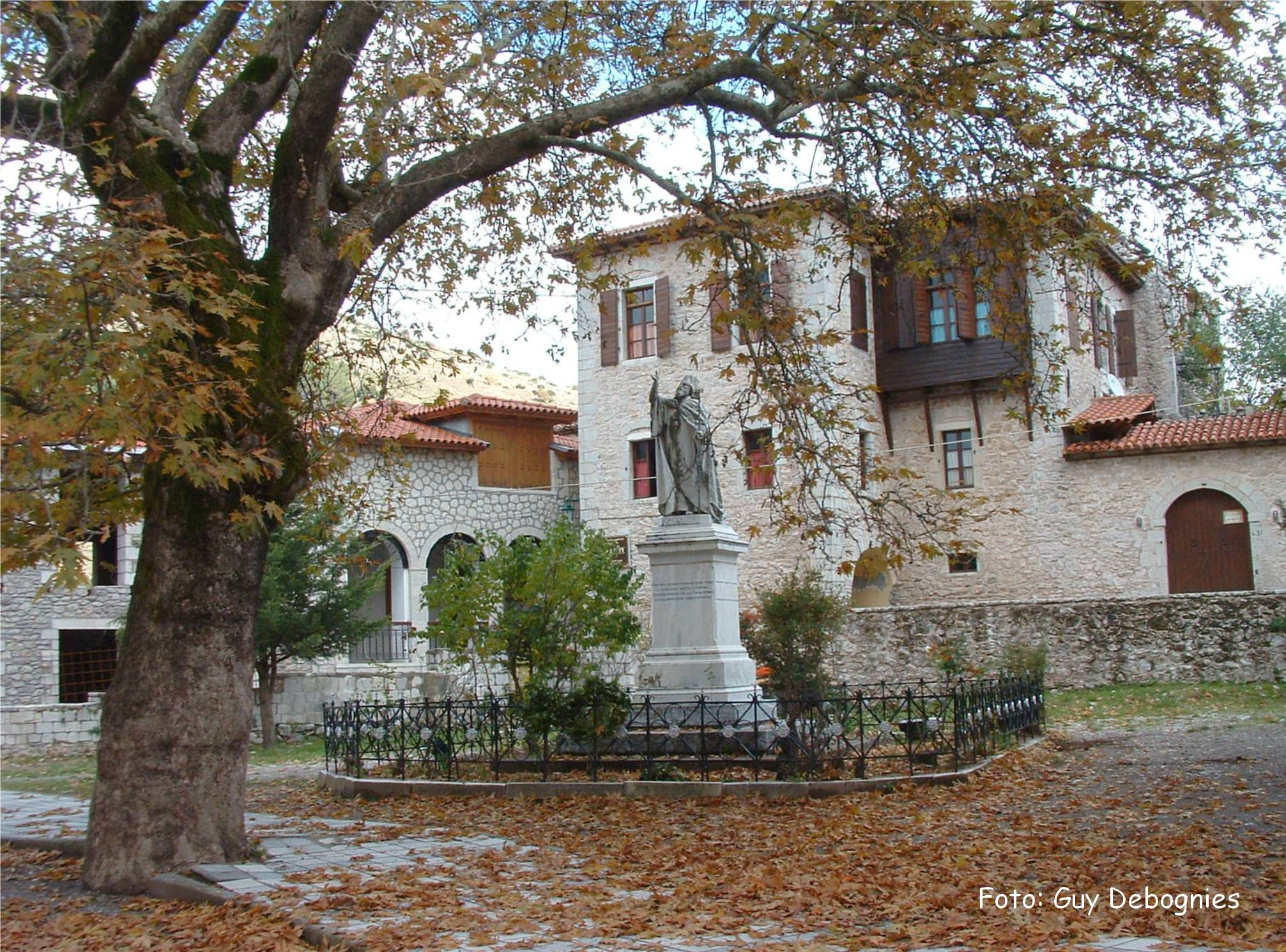
Dimitsana, la statue du patriarche martyr Grégoire V.

- Saint Athanase évêque de Christianoupolis (fête le 17 mai), ses reliques sont vénérées au monastère Saint-Jean Baptiste de Gortyne.
- Saint Grégoire V patriarche de Constantinople (fête le 10 avril), il repose dans la cathédrale d'Athènes.
- Sainte Théodora de Basta (fête le 11 septembre), pèlerinage important à l'église aux dix-sept arbres, à Basta, près de Mégalopolis.
- Saint Nicon le Métanoïte (fête le 26 novembre).
- Saint Théoclète de Dimitsana, originaire de Laconie (fête le 1er décembre).
- Saint Denis Ier le Sage patriarche de Constantinople (fête le 23 novembre), originaire de Dimitsana.
- Saint Euthyme, néomartyr, originaire de Dimitsana.
- Saint Agapios le nouveau (fête le 24 décembre).

Et de nombreux autres saints et vénérables qui passèrent par l'Arcadie, y naquirent ou y vécurent une partie de leur vie.

## Sources
- (el) Cet article est partiellement ou en totalité issu de l’article de Wikipédia en grec moderne intitulé « Ιερά Μητρόπολις Γόρτυνος και Μεγαλοπόλεως » (voir la liste des auteurs).
- (el) Le site de la métropole
- Diptyques de l'Église de Grèce, éditions Diaconie apostolique, Athènes (édition annuelle).